# Jack Gelineau
Pour les articles homonymes, voir Gélineau.
John Edward Gelineau, dit Jack Gelineau, (né le 11 novembre 1924 à Toronto dans la province de l'Ontario au Canada - mort le 12 novembre 1998) est un joueur canadien de hockey sur glace professionnel qui évoluait en position de gardien de but.

## Biographie
Natif de Toronto, Gelineau joue en 1943 pour l'équipe locale des Young Rangers de l'Association de hockey de l'Ontario avant de rejoindre l'équipe de l'Aviation royale du Canada. En 1944, il reçoit la Médaille de l'Empire britannique pour acte de bravoure après avoir survécu le crash d'un avion et extrait un membre d'équipage blessé de l'appareil rempli de munitions alors en feu. Une fois la Seconde Guerre mondiale terminée, il intègre l'Université McGill à Montréal où il étudie pendant quatre ans pour un baccalauréat en commerce. Il porte alors les couleurs de l'équipe de l'université, les Redmen, avec laquelle il reporte en 1946 la Queen's Cup, remis au champion de hockey sur glace des Sports universitaires de l'Ontario, et le Forbes Trophy du meilleur athlète masculin de McGill en 1948. Durant cette période, il pratique également le basket-ball, le football canadien et le baseball qui résulte en un essai pour les Red Sox de Boston.
En 1949, il fait un essai de quatre matchs pour les Bruins de Boston dans la Ligue nationale de hockey, devenant le premier étudiant a joué en LNH. Sa bonne prestation lui permet d'être nommé le successeur de Frank Brimsek dans la cage des Bruins. À l'issue de sa première saison complète, il remporte le Trophée Calder du meilleur joueur recrue de la LNH. Après une nouvelle saison, il est forcé de céder sa place à Jim Henry et signe avec les As de Québec de la Ligue de hockey senior du Québec, les Bruins conservant ses droits en LNH. En 1953, ses droits sont échangés aux Black Hawks de Chicago pour lesquels il joue deux parties avant de retourner aux As. En 1955, il met un terme à sa carrière.

## Statistiques
| Saison     | Équipe                   | Ligue             |     | Saison régulière | Saison régulière | Saison régulière | Saison régulière | Saison régulière | Saison régulière | Saison régulière | Saison régulière | Saison régulière | Saison régulière |    | Séries éliminatoires | Séries éliminatoires | Séries éliminatoires | Séries éliminatoires | Séries éliminatoires | Séries éliminatoires | Séries éliminatoires | Séries éliminatoires | Séries éliminatoires |
| Saison     | Équipe                   | Ligue             | PJ  | V                | D                | Pr/N             | Min              | BC               | Moy              | % Arr            | Bl               | Pun              | PJ               | V  | D                    | Min                  | BC                   | Moy                  | % Arr                | Bl                   | Pun                  |                      |                      |
| 1943-1944  | Young Rangers de Toronto | AHO               | 11  | 1                | 9                | 1                | 680              | 58               | 5,12             |                  | 1                |                  | -                | -  | -                    | -                    | -                    | -                    | -                    | -                    | -                    |                      |                      |
| 1943-1944  | Toronto CIL              | TMHL              | 4   | 0                | 4                | 0                | 240              | 22               | 5,5              |                  | 0                |                  | -                | -  | -                    | -                    | -                    | -                    | -                    | -                    | -                    |                      |                      |
| 1943-1944  | Toronto RCAF             | TNDHL             | 7   | 5                | 2                | 0                | 420              | 21               | 3                |                  | 1                |                  | 1                | 0  | 1                    | 60                   | 3                    | 3                    |                      | 0                    |                      |                      |                      |
| 1944-1945  | Montréal RCAF            | MCHL              | 8   |                  |                  |                  | 480              | 24               | 3                |                  | 0                |                  | 5                |    |                      | 300                  | 28                   | 5,6                  |                      | 0                    |                      |                      |                      |
| 1944-1945  | Royaux de Montréal       | LHJMQ             | 5   | 2                | 3                | 0                | 300              | 19               | 3,8              |                  | 2                |                  | 9                | 2  | 7                    | 528                  | 43                   | 4,96                 |                      | 0                    |                      |                      |                      |
| 1945-1946  | Redmen de McGill         | MCHL              | 15  | 13               | 2                | 0                | 900              | 52               | 3,47             |                  | 1                |                  | -                | -  | -                    | -                    | -                    | -                    | -                    | -                    | -                    |                      |                      |
| 1946-1947  | Redmen de McGill         | MCHL              | 16  | 10               | 5                | 1                | 960              | 45               | 2,81             |                  | 1                |                  | -                | -  | -                    | -                    | -                    | -                    | -                    | -                    | -                    |                      |                      |
| 1947-1948  | Redmen de McGill         | MCHL              | 20  | 14               | 6                | 0                | 1 200            | 62               | 3,1              |                  | 1                |                  | -                | -  | -                    | -                    | -                    | -                    | -                    | -                    | -                    |                      |                      |
| 1948-1949  | Redmen de McGill         | MCHL              | 6   | 3                | 3                | 0                | 360              | 20               | 3,33             |                  | 0                |                  | -                | -  | -                    | -                    | -                    | -                    | -                    | -                    | -                    |                      |                      |
| 1948-1949  | Bruins de Boston         | LNH               | 4   | 2                | 2                | 0                | 240              | 12               | 3                |                  | 0                |                  | -                | -  | -                    | -                    | -                    | -                    | -                    | -                    | -                    |                      |                      |
| 1949-1950  | Bruins de Boston         | LNH               | 67  | 22               | 30               | 15               | 4 020            | 220              | 3,28             |                  | 3                |                  | -                | -  | -                    | -                    | -                    | -                    | -                    | -                    | -                    |                      |                      |
| 1950-1951  | Bruins de Boston         | LNH               | 70  | 22               | 30               | 18               | 4 200            | 197              | 2,81             |                  | 4                |                  | 4                | 1  | 2                    | 260                  | 7                    | 1,62                 |                      | 1                    |                      |                      |                      |
| 1951-1952  | As de Québec             | LHSQ              | 12  | 6                | 4                | 2                | 740              | 42               | 3,41             |                  | 0                |                  | 12               | 8  | 4                    | 739                  | 28                   | 2,27                 |                      | 1                    |                      |                      |                      |
| 1952-1953  | As de Québec             | LHSQ              | 21  | 8                | 9                | 4                | 1 300            | 59               | 2,72             |                  | 1                |                  | 21               | 13 | 8                    | 1 303                | 51                   | 2,35                 |                      | 1                    |                      |                      |                      |
| 1953-1954  | Black Hawks de Chicago   | LNH               | 2   | 0                | 2                | 0                | 120              | 18               | 9                |                  | 0                |                  | -                | -  | -                    | -                    | -                    | -                    | -                    | -                    | -                    |                      |                      |
| 1953-1954  | As de Québec             | LHQ               | 57  | 24               | 27               | 6                | 3 466            | 158              | 2,74             |                  | 5                |                  | 14               |    |                      | 840                  | 26                   | 1,86                 |                      | 4                    |                      |                      |                      |
| 1953-1954  | As de Québec             | Trophée Edinburgh | -   | -                | -                | -                | -                | -                | -                | -                | -                | -                | 3                | 1  | 2                    | 179                  | 14                   | 4,69                 |                      | 0                    |                      |                      |                      |
| 1954-1955  | As de Québec             | LHQ               | 11  | 4                | 7                | 0                | 640              | 38               | 3,56             |                  | 1                |                  | 4                | 1  | 3                    | 240                  | 14                   | 3,5                  |                      | 0                    |                      |                      |                      |
| Totaux LNH | Totaux LNH               | Totaux LNH        | 143 | 46               | 64               | 33               | 8 580            | 447              | 3,13             |                  | 7                |                  | 4                | 1  | 2                    | 260                  | 7                    | 1,62                 |                      | 1                    |                      |                      |                      |

## Transactions
- 1er novembre 1951 : signe avec les As de Québec (LHQ)  comme agent libre, avec les Bruins de Boston conservant ses droits en Ligue nationale de hockey ;
- 28 novembre 1953 : droits en LNH échangé saux Black Hawks de Chicago par les Bruins en retour d'argent.

## Titres et honneurs personnels
- Récipiendaire du trophée Calder 1950 ;
- Champion du Thomas O'Connell Memorial Trophy 1952 et 1954 avec les As de Québec ;
- Intronisé en 1997 au McGill Sports Hall of Fame.